# Blankenhof
Blankenhof település Németországban, Mecklenburg-Elő-Pomeránia tartományban. Lakosainak száma 707 fő (2023. december 31.).

## Népesség
A település népességének változása:
| Lakosok száma | 689  | 706  | 716  | 733  | 720  | 707  |
|               | 2014 | 2017 | 2019 | 2021 | 2022 | 2023 |